# Noc zavražděných básníků
Noc zavražděných básníků (ночь казнённых поэтов) je označení události z 12. srpna 1952, kdy bylo v moskevské věznici Lubjanka popraveno zastřelením třináct významných židovských intelektuálů křivě obviněných z vlastizrady. Tento zločin stalinismu je známý také jako Případ Židovského antifašistického výboru (Дело Еврейского антифашистского комитета).
Židovský antifašistický výbor byl vytvořen v roce 1941 a jeho předsedou byl divadelní režisér Solomon Michoels. Úkolem bylo propagovat mezi zahraničními Židy Sovětský svaz a jeho boj s nacistickým Německem. Výboru se podařilo shromáždit 33 miliony dolarů na podporu válečného úsilí Rudé armády. Výbor také sestavil Černou knihu dokumentující nacistickou genocidu sovětských Židů. Michoels obdržel řád Za hrdinskou práci ve Velké vlastenecké válce.
Členové výboru upadli v nemilost poté, co navrhli vytvoření autonomního státu pro sovětské Židy na Krymu, odkud byli na konci války deportováni Krymští Tataři. Stalin se začal obávat vlivné organizace s kontakty v západním světě, která byla loajální spíše k židovskému národu než ke komunistickému režimu. V lednu 1948 zahynul Michoels v Minsku při dopravní nehodě, kterou podle pozdějšího vyšetřování zinscenoval agent Pavel Sudoplatov. V listopadu téhož roku byl výbor rozpuštěn a začalo zatýkání předních židovských aktivistů — celkem bylo uvězněno 125 osob a zabito 29 z nich. Byla zahájena rozsáhlá propagandistická kampaň, obviňující Židy z nespolehlivosti a kosmopolitismu. V květnu 1952 začal vojenský soud s patnácti lidmi nařčenými ze zrady a protisovětské špionáže. Obžalovaní, kteří byli v předchozích třech letech podrobeni výslechům spojených s fyzickým i psychickým týráním, se k vykonstruované vině vesměs nakonec přiznali. Předseda soudu generálporučík Alexandr Čepcov vynesl 18. července třináct rozsudků smrti, které byly vykonány 12. srpna. Na rozdíl od předchozích velkých procesů v rámci Velké čistky probíhalo řízení tajně, ani po popravě odsouzených nevyšla v novinách žádná zmínka.
V listopadu 1955 rozhodl sovětský nejvyšší soud, že vina obžalovaných nebyla prokázána a rozsudky zrušil.

## Seznam obětí
- Solomon Lozovskij (1878–1952), diplomat
- Perec Markiš (1895–1952), básník
- David Hofstein (1889–1952), básník
- Icik Fefer (1900–1952), básník
- Lejb Kvitko (1890–1952), autor dětských knih
- David Bergelson (1884–1952), prozaik
- Boris Šimelovič (1878–1952), primář Botkinovy nemocnice
- Benjamin Zuskin (1899–1952), herec
- Josif Juzefovič (1890–1952), historik
- Leon Talmi (1893–1952), novinář
- Ilja Vatenberg (1887–1952), novinář a překladatel
- Čajka Vatenburg-Ostrovská (1901–1952), překladatelka
- Emilija Teuminová (1905–1952), redaktorka tiskové kanceláře
- Solomon Bregman (1895–1953), úředník ministerstva zahraničí (v důsledku mučení upadl do kómatu, zemřel počátkem roku 1953)
- Lina Šternová (1878–1968), fyzioložka (byla odsouzena k pěti letům v gulagu, propuštěna po Stalinově smrti)